# Litostroj

Litostroj (polno ime Titovi zavodi Litostroj), poprej Strojne tovarne in livarne Ljubljana, je nekdanji poslovno-industrijski sistem, ki je razpadel leta 1991. Ostanki nekoč velikega poslovnega sistema so se razdelili in nadaljevali samostojno pot skozi burna leta sanacij in prestrukturiranj v devetdesetih letih.  
Sam sistem se je nahajal v industrijski coni Šiška, v Ljubljani. V času obstoja je bil to eden največjih in najsodobnejših industrijskih objektov v celotni SFRJ. Sistem se je ukvarjal predvsem z ulivanjem in izdelavo turbin in drugih ulitkov. Skupaj z zagrebško tovarno Rade Končar (električni generatorji) in mariborsko tovarno Metalna je opremil veliko velikih hidrocentral po Jugoslaviji in svetu.
V tovarni so v začetku 70. let 20. stoletja sestavljali tudi vozila, predvsem osebne avtomobile francoske tovarne Renault. 
Zaradi prihoda industrije v ta del mesta se je pospešil sam razvoj. Zgrajene so bile nove ulice (najpomembnejša Litostrojska cesta) in ceste, stanovanjski bloki za potrebe novih delavcev (veliko iz drugih držav SFRJ), nove šole ... Ta predel mesta danes večina pozna kar pod imenom Litostroj; do tja vozi tudi mestna avtobusna linija št. 3 in 3B, mimo pa vozijo tudi linije št. 3L, 8, 8B in 18.
V sklopu podjetja je bila ustanovljena Industrijska kovinarska šola Litostroj, današnja Srednja šola tehniških strok Šiška.

### Obdobje prestrukturiranja - Litostroj holding
Po razpadu poslovnega sistema se leta 1991 na novo oblikuje družba Litostroj holding, na podlagi katerega so nastala nadaljnja podjetja, ki so se razdelila po programih:
- Litostroj E.I. - Podjetje za izdelavo energetske in industrijske opreme d.o.o. (1991–2003)
- Litostroj – Proizvodno tehnični servis - Litostroj-pts
- Litostroj Ulitki

V najboljših letih Litostroja so delavci z večinoma prostovoljnim delom na Soriški planini postavili Litostrojsko kočo in prve vlečnice.
Leta 2003 je podjetje, ki nadaljuje tradicijo Litostroja v energetiki, Litostroj E.I., prevzelo koprski Cimos in ga preimenovalo v Litostroj Power ter uvrstilo v svoja povezana podjetja s skupino Cimos.